# Champdepraz
Champdepraz  est une commune italienne de la région Vallée d'Aoste.

## Toponymie
Le nom de Champdepraz en patois francoprovençal est Tsandeprà, qui signifie Champ de prés.
Selon la prononciation du patois francoprovençal local, le nom « Champdepraz » se prononce sans le « z » final, comme pour de nombreux toponymes et noms de famille de la Vallée d'Aoste et des régions limitrophes (Savoie et Valais).

Cette particularité est liée à un petit paraphe que les rédacteurs des registres des États de Savoie ajoutaient à la fin des mots (qu'ils soient des toponymes ou des noms de famille) à prononcer comme des paroxytons, ceux-ci étant très fréquents dans le patois francoprovençal local. Par la suite, ce petit signe a été assimilé comme un z.

## Géographie
Champdepraz se trouve dans la basse vallée, à l'envers de Verrès et à l'entrée du vallon du Mont-Avic, qui s'étend sur le parc naturel du Mont-Avic.

Localisation de la commune de Champdepraz à l'intérieur de la Vallée d'Aoste

.

### Hameaux
Barbustel, Blanchet, Boden, Capiron, Chef-lieu, Chantonnet, Covarey, Crestaz, Le Cugnon, Dialley, La Fabrique, Fussy (Füsse), Gettaz-des-Allemands, Hérin, La Ville (La Veulla), Les Sales, Losson, Viéring

### Communes limitrophes
Chambave, Champorcher, Châtillon, Fénis, Issogne, Montjovet, Pontey, Verrès

## Caractéristiques linguistiques
Du point de vue linguistique, dans cette commune on parle un patois franco-provençal, comme dans le reste de la Vallée d'Aoste. Le territoire de Champdepraz a été intéressée par une colonisation Walser, de même que les vallées d'Ayas et de Gressoney. Cette présence a laissé des traces notamment dans l'architecture, ainsi que dans la toponymie, comme le nom du hameau Gettaz-des-Allemands.

## Administration
| Période                                  | Période     | Identité       | Étiquette     | Qualité  |
| ---------------------------------------- | ----------- | -------------- | ------------- | -------- |
| 9 mai 2005                               | 23 mai 2010 | Angelo Lanièce | Liste civique | Syndic   |
| 24 mai 2010                              | 23 mai 2015 | Louis Berger   | Liste civique | Syndic   |
| 24 mai 2015                              | 3 mai 2021  | Youri Corradin | Liste civique | Syndic   |
| 4 mai 2021                               | En cours    | Monica Crétier | Liste civique | Syndique |
| Les données manquantes sont à compléter. |             |                |               |          |

### Évolution démographique
Habitants recensés

## Culture et patrimoine
- Les ruines des mines d'Hérin près de la localité du même nom, où la chalcopyrite était extraite jusqu'au XVIIIe siècle, désaffectée à cause d'un différend entre la famille de Challant et les Perrone.
- Parc naturel du Mont-Avic

### Architecture religieuse
- Église paroissiale Saint-François-de-Sales
- Chapelle Saint-Antoine et Saint-Michel
- Chapelle Notre-Dame-de-l'Attente
- Chapelle de Marie Auxiliatrice
- Chapelle Notre-Dame-de-la-Visitation
- La chapelle Notre-Dame-des-Neiges, dans le hameau de La Ville (en patois, Veulla).

## Sport
Dans cette commune se pratique le palet, l'un des sports traditionnels valdôtains.

## Personnalités liées à Champdepraz
- Césarine Binel (1897-1956) - poétesse en patois valdôtain ;
- Lino Binel (1904-1981) - protagoniste de l'autonomie valdôtaine ;
- Albert Lanièce (1966- ) - homme politique.

## Galerie de photos

La maison communale.
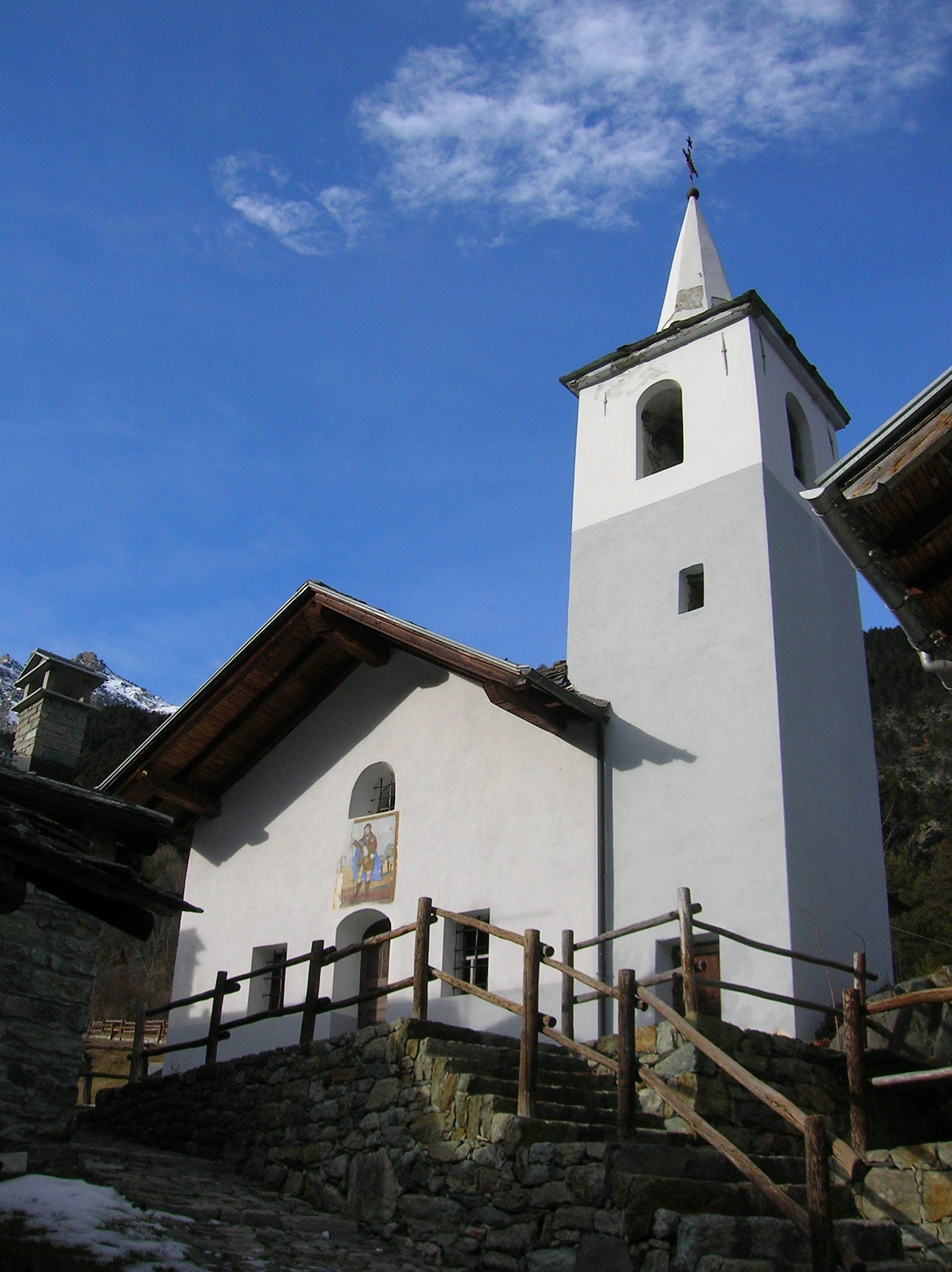
La chapelle Notre-Dame-des-Neiges.
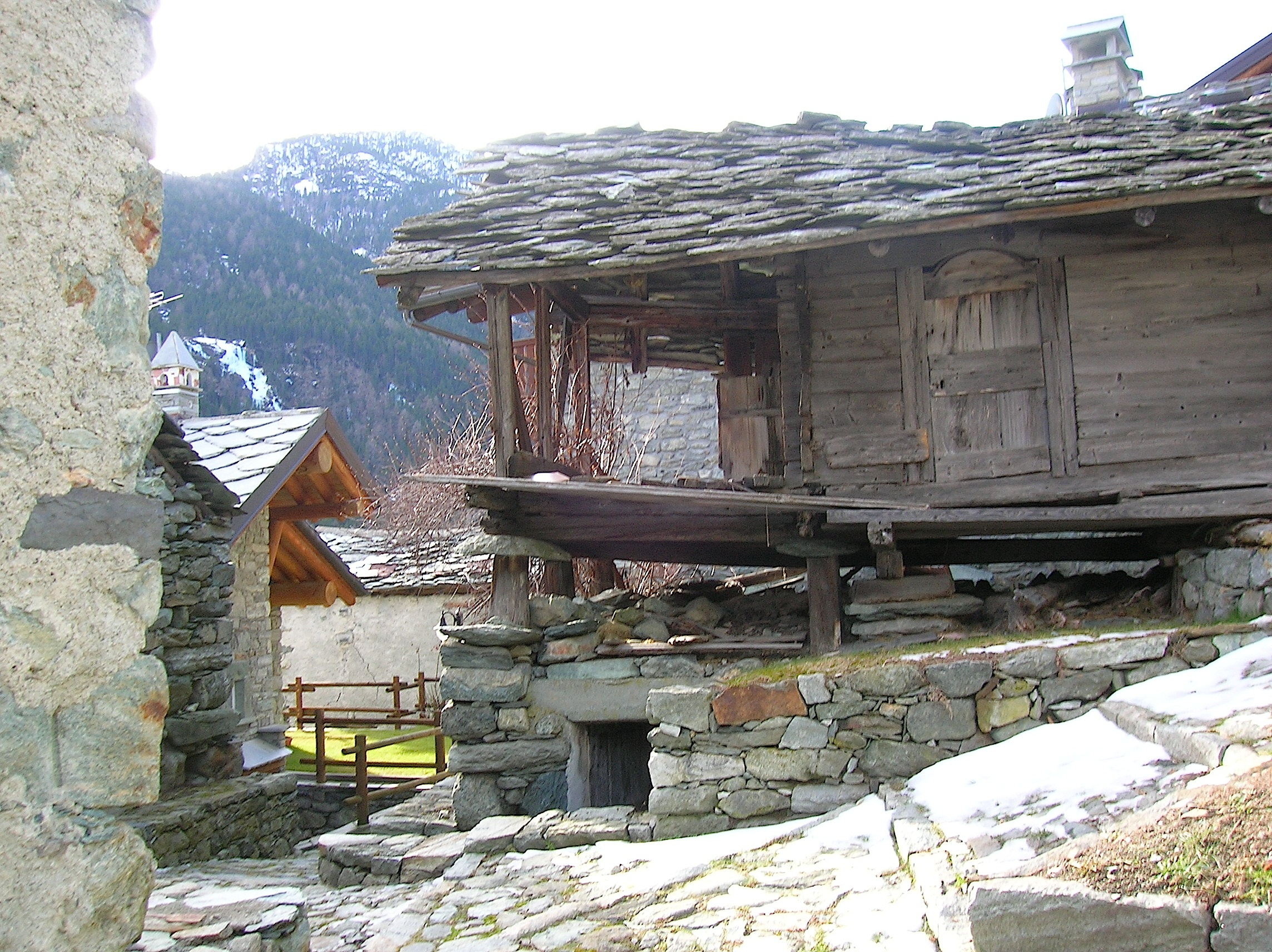
Un rascard dans le hameau de La Ville (en patois, Veulla).